# Triton West
Triton West is een plaats in de Canadese provincie Newfoundland en Labrador. De plaats ligt op een eiland voor de noordkust van Newfoundland en maakt deel uit van de gemeente Triton.

## Geografie
Triton West ligt op Triton Island, een eiland in Notre Dame Bay net ten noorden van Newfoundland. De plaats ligt aan Great Triton Harbour, een grote natuurlijke haven in het noorden van dat eiland.
Het ligt in vogelvlucht zo'n kilometer ten noorden van Jim's Cove en zo'n drie kilometer ten zuidoosten van Brighton. Triton West is met die twee plaatsen verbonden via provinciale route 380. Iets minder dan een kilometer naar het oosten toe ligt het spookdorp Triton East.
Triton West is officieel erkend als een buurt (neighbourhood) van de gemeente Triton.

## Geschiedenis
Triton West ontstond, net zoals de andere plaatsen op Triton Island, in de loop van de 19e eeuw als nederzetting. Oorspronkelijk werd de plaats enkel in de wintermaanden door vissers gebruikt, maar vanaf de jaren 1880 werd Triton West ook geleidelijk aan permanent bewoond. De inwoners werkten er voornamelijk in de visserij, zowel in lokale wateren als voor de kusten van Labrador. Ook de houtkap en houtverwerking was een belangrijke inkomstenbron voor de inwoners.
In 1955 kreeg de plaats voor het eerst een lokaal bestuur doordat ze tezamen met buurdorp Triton East deel ging uitmaken van de nieuw opgerichte gemeente Triton. Deze gemeente had het statuut van local government community. In 1961 fuseerde die gemeente met het aangrenzende Jim's Cove-Card's Harbour, waardoor de gemeente haar huidige grondgebied verkreeg.
In 1968 werd provinciale route 380 aangelegd, inclusief de causeway tussen Triton Island en Pilley's Island, waardoor de plaats een groei kende.